# Porto Valtravaglia
Porto Valtravaglia är en ort och kommun i provinsen Varese i regionen Lombardiet i Italien. Kommunen hade 2 360 invånare (2018).